# Już, już!
Już, już! – powieść dla dzieci i młodzieży, napisana przez Katarzynę Wasilkowską, wydana w 2021 roku przez Wydawnictwo Literatura. Książka porusza problem uzależnienia dzieci od technologii, w szczególności od gier komputerowych. Jest to jedno z pierwszych polskich dzieł literackich, które dogłębnie analizuje problem. Powieść, w fabularnej i angażującej formie – co podkreśla jej pionierski charakter –ukazuje proces wchodzenia w uzależnienie nie tylko dziecka, ale całej jego rodziny.
Praca została napisana w ramach Stypendium MKiDN. Książka otrzymała Nagrodę Główną oraz Nagrodę Czytelników w 29.Ogólnopolskiej Nagrodzie Literackiej im. Kornela Makuszyńskiego.

## Fabuła
Główną bohaterką powieści jest dziewięcioletnia Aleksandra, zwana Lulą. Początkowo Lula jest przedstawiona jako wzorowa uczennica, „prymuska”, która świetnie się uczy, sumiennie wywiązuje się z obowiązków, jest miła, życzliwa i ma zdolności manualne, sugerujące talent do rzeźbiarstwa, jest też aktywna sportowo. Żyje w kochającej rodzinie, z dwojgiem rodzeństwa i psem. 
Punktem zwrotnym w życiu Luli staje się otrzymanie starego komputera po starszej siostrze. Początkowo niechętna, pod wpływem rówieśników dziewczynka odkrywa świat wirtualny, a w szczególności grę „Kryształowy Zamek”. Gra stopniowo gra pochłania Lulę coraz bardziej, prowadząc do degradacji jej życia. Zaczyna zaniedbywać obowiązki szkolne i domowe. Jej osobowość ulega drastycznej zmianie: z miłej i życzliwej dziewczynki staje się agresywna, kłótliwa, a nawet stosuje przemoc fizyczną wobec brata. Książka opisuje rozwój zaburzeń neurotycznych i lękowych. Lula staje się obojętna na wszystko poza grą, do tego stopnia, że nie interesuje jej nawet zaginięcie własnego psa. Recenzenci zauważają, że „coś obudziło w niej bestię”.   
Narracja prowadzi do dramatycznej kulminacji, w której narastające konflikty z rodziną i przyjaciółmi osiągają punkt krytyczny, prowadząc do kłótni na cmentarzu i ostatecznie do jej przyjęcia do szpitala psychiatrycznego. Otwarte zakończenie książki nie jest "szczęśliwe" w zwykłym rozumieniu, daje jednak nadzieję i pewne wskazówki, jak postępować w podobnych okolicznościach, odzwierciedlając realne, długoterminowe konsekwencje uzależnień. 

## Styl i recepcja krytyczna
Styl pisarski Katarzyny Wasilkowskiej w Już, już! jest określany jako „niepokojąco trafny” w przedstawianiu subtelnych zmian w zachowaniu Luli. Narracja prowadzona w trzeciej osobie, w czasie teraźniejszym, buduje napięcie, nie stroni od wstrząsających zdarzeń i trudnych emocji, przy jednoczesnym zachowaniu prostego, nacechowanego humorem, języka. 
Autorka "niewiarygodnie sprawnie buduje napięcie, żongluje emocjami bohaterów, pozwala zapomnieć, że ta historia nie dzieje się naprawdę. Nie pokazuje palcem kto jest winny". Narracja jest poruszająca i ważna, co czyni ją „lekturą obowiązkową”. "Narrator trzecioosobowy w Już, już! przylega bliziutko do Luli, a zarazem subtelnie krystalizuje pewne stany, nie do wysłowienia przez dziewięciolatkę. Mimo to przez całą książkę czytelnik patrzy oczyma Luli, słyszy jej uszami. Krok po kroku, w głąb.(…) bo na początku jest zwięźle i pięknie oddany świat zewnętrzny, ekstazy codzienności". "Emocjonalny pocisk. Pierwszorzędna literatura dla dzieci i młodzieży – niezaprzeczalnie. Należy koniecznie dodać, że Już, już! to powieść inteligentna, niepozbawiona humoru – mimo trudnego tematu. Te zabiegi literackie również wpisują się w sukces autorki. Zabawne scenki rozładowują napięcie i ustawiają czytelnika na właściwych torach normalnego codziennego życia. To prawdziwa rzeczywistość, bezpieczna, familiarna, konieczna do prawidłowego rozwoju – jest gwarantem normalności". 
Autorka nie unika trudnych realiów uzależnienia, prezentując mocne i uderzające przesłanie bez „lukrowania konsekwencji”.  
„To znakomita powieść o pogoni za ułudą, pogoni, która prowadzi do tego, że tracimy z oczu to, co naprawdę ważne. Kryształowy zamek, gra komputerowa, która bezlitośnie wciąga  główną bohaterkę, staje się symbolem pozornych relacji, fałszywych wartości, będących często celem nie tylko dla dzieci, ale i dorosłych. Katarzyna Wasilkowska przedstawiając porywającą historię uzależnionej od gry komputerowej dziewięcioletniej Luli, proponuje uniwersalną opowieść o błądzeniu, oddalaniu się od najbliższych, obojętności i trudnej walce o powrót do rzeczy, które wcześniej wydawały się mało atrakcyjne. Krótko mówiąc, Już, już! to powieść o tym, że wobec kryształowych zamków kuszących pięknem i łatwym poklaskiem warto być podejrzliwym i zaufać komuś, komu na nas bardzo zależy." z laudacji dr hab. Małgorzata Wójcik-Dudek, prof. UŚ, przewodn. jury 29.ONL im. Kornela Makuszyńskiego 
"Genialnie ujęte zostało przez autorkę odczuwanie fenomenu FOMO (Fear of Missing Out) oznaczające obawę gracza przed przegapieniem czegoś, co dzieje się w grze. Na uwagę zasługuje również prezentacja mechanizmu działania awataru jako alter ego gracza. Autorka doskonale prezentuje schemat oddziaływania gry na znajdujący się w mózgu ośrodek kary i nagrody, który stymulowany jest w grze poprzez gratyfikację – kryształami, wyższym poziomem, które powiązane są z innymi dodatki oraz płatnym kontem premium. Należy również uwypuklić przesłanie wynikające z treści, a mające oparcie w badaniach naukowych, mówiące, iż ilość czasu spędzanego na graniu nie jest predyktorem zaburzenia." Igor Wiśniewski, psycholog dziecięcy. 
Sama autorka w posłowiu wspomina o inspiracji prawdziwą historią, a także o merytorycznej podbudowie tekstu opartej na bogatej bibliografii, wywiadzie psychologiczno-psychiatrycznym oraz rozmowach z rodzicami i dziećmi grupy docelowej. 

## Powszechny odbiór i popularność
Książka jest rekomendowana dla czytelników w wieku 10 lat i starszych, a także dla rodziców do wspólnego czytania z dziećmi. Często wybierana przez nauczycieli jako lektura uzupełniająca w klasie czwartej
Powszechny odbiór książki jest w większości pozytywny, ze średnią oceną 7.7/10 na portalu lubimyczytać.pl oraz 3.72/5 na goodreads.com. Wiele recenzji podkreśla jej znaczenie i wpływ. Czytelnicy docenili jej skuteczność w ukazywaniu, jak technologia może zmieniać ludzi oraz jak ważne jest zachowanie równowagi między życiem realnym a wirtualnym. Niektórzy dorośli czytelnicy przyznali, że lektura skłoniła ich do refleksji nad własnymi nawykami cyfrowymi.
Jednostkowe opinie mieszane lub negatywne odnoszą się do dłużącego się początku oraz krytykują książkę jako przedstawiającą „skrajny przypadek uzależnienia połączony z chorą psychiką” u pozornie normalnego dziecka.
Tytuł cieszy się niegasnącą popularnością, nieprzerwanie wznawiany (V wydanie do 2025 roku).

## Nagrody i nominacje
Książka Już, już! została nagrodzona Koziołkiem oraz Nagrodą Czytelników w 29.ONL im. Kornela Makuszyńskiego. Była też nominowana w drugiej edycji konkursu Literacka Podróż Hestii oraz do Nagrody im. Ferdynanda Wspaniałego

## Przekłady
Одоохон одоохон! – mongolski przekład Tuvshinjargal Sodovsuren, Oyut Publishing, Ułan Bator 2024. Tłumaczenie otrzymało wsparcie Instytutu Książki w ramach Programu Translatorskiego ©POLAND